# Bronko Nagurski
Bronislau „Bronko” Nagurski (ur. 3 listopada 1908 w Rainy River, zm. 7 stycznia 1990 w International Falls) – kanadyjski zawodnik futbolu amerykańskiego o polsko-ukraińskich korzeniach, zawodowy wrestler. Wielokrotnie zdobywał tytuł mistrza świata wagi ciężkiej w tej dyscyplinie.
Jedynym klubem ligi NFL, w jakim grał, było Chicago Bears. Grał w tej drużynie w latach 1930–1937 i 1943 i zdobył z nią trzy tytuły mistrzowskie.
7 września 1963 został członkiem Pro Football Hall of Fame. 
Po śmierci Bronka Nagurskiego w International Falls zostało otwarte muzeum jego imienia.
W 1995 nagroda dla najlepiej grającego w obronie zawodnika ligi uniwersyteckiej została nazwana jego imieniem. W 1999 znalazł się na 35. miejscu w rankingu 100 najlepszych zagranicznych zawodników wszech czasów w lidze NFL. W 2000 wybrano go drugim sportowcem stanu Minnesota w XX w.